# Akvifer

Typisk akvifer i genomskärning

En akvifer eller akvifär är en geologisk bildning som lagrar grundvatten med så stor lagringskapacitet och så stor genomsläpplighet att grundvatten kan utvinnas ur den i användbara mängder. I en akvifer kan det finnas ett eller flera grundvattenmagasin.
Enligt definitionen i Vattendirektivet är en akvifer "ett eller flera lager under ytan, av berggrund eller andra geologiska skikt, med tillräcklig porositet och genomsläpplighet för att medge antingen en betydande ström av grundvatten eller uttag av betydande mängder grundvatten".
Ordet akvifer kommer ifrån latin och betyder ungefär vattenbärare.

## Olika typer av akviferer
Om grundvattnet avskiljs ifrån atmosfären av en akvifug eller en akviklud så pratar man om en sluten akvifer.
Exempelvis solid granit släpper inte igenom vatten alls och utgör en akvifug medan moränlera, som endast släpper igenom väldigt lite vatten, utgör en akviklud. En sluten akvifer kan således utgöras av tillräckligt stor mängd grundvatten som magasineras i ett lager grusig sand som i sin tur är placerat under ett tjockt, för vatten i stort sett ogenomträngligt, lager moränlera. När grundvattennivån stiger så högt att den ligger an mot akvifugen så säger man att grundvattnet har nått den potentimetriska grundvattenytan (tidigare användes även uttrycket piezometrisk grundvattenyta). Vattnet i en sluten akvifer står normalt under ett större tryck än vattnet i en öppen akvifer.
En öppen akvifer är en akvifer som ej ligger under en akvifug eller akviklud. Exempelvis grundvatten lagrat en bit ner i sandigt grus. I de relativt ovanliga fall där grundvattenytan stiger ovanför markytan pratar man om en artesisk akvifer. Gemensamt för öppna och artesiska akviferer är att grundvattennivån i dem påverkas av lufttrycket. Ett högre lufttryck ger en lägre grundvattennivå.
Internationellt (och även på många svenska hydrogeologiska kartor) delar man in akviferer i följande grupper; porakviferer, sprickakviferer och karst. Porakviferer utgörs av grundvatten magasinerat i olika former av jordarter, grovkornig sandsten och porös kalksten. Sprickakviferer utgörs av grundvatten magasinerat i sprickor och krosszoner i kristallina bergarter (exempelvis granit och gnejs). Karst är en form av system av vidare sprickor, skiktfogar och grottsystem exempelvis i kalksten där grundvatten magasineras. 
I Sverige kallas en akvifer för liten akvifer om man kan utvinna en mindre vattenmängd än fem liter per sekund.

## Dricksvattenförsörjning
Drygt hälften av världens 37 största akviferer töms fortare än de fylls på.